# Маслачково вино
Маслачково вино (енгл. Dandelion Wine) аутобиографски је роман америчког писца Реја Бредберија из 1957. Према критикама Вашингтон поста, спада у једно од најбољих Бредберијевих дела.

## Радња
У необичном свету Зеленграда, у држави Илиноис, живео је трговац старим гвожђем који је спасавао животе. Постојале су патике у којима дечаци постају брзи као јеленови, човек-времеплов, воштана вештица која је заиста знала да прориче будућност, човек који је умало уништио срећу покушавајући да направи Машину среће. И још један дванаестогодишњи дечак по имену Даглас Сполдинг који се у том свету осећао потпуно природно.
Дванаестогодишњи Даглас Сполдинг зна да је Зеленград, у држави Илиноис, велик и дубок као и читав свет који се простире изван граница града. Ту је најновији пар патика, прва жетва маслачака за дедино чувено вино, удаљени звон трамваја у поподневној измаглици. Ту су прошла година и сутрашњи дан, стопљени у једно незаборавно увек. Али, како ће млади Даглас убрзо открити, лето може бити и више од обичног понављања устаљених ритуала чија мистична снага држи време у шаци. Постоји могућност да се најбољи пријатељ одсели, да вас човек-времеплов пребаци у Грађански рат, или да пронађете механичку вештицу која је у стању да завири у горко-слатку будућност.